# Makindye Ssabagabo
Makindye Ssabagabo, auch Ssabagabo, ist eine Stadt in der Central Region in Uganda. Sie befindet sich im Distrikt Wakiso und ist eine der Gemeinden des Distrikts. Den Status als Gemeinde (Municipality) besitzt Makindye Ssabagabo seit dem Jahr 2015. Vor ihrem gegenwärtigen Status war die Stadt ein Subcounty des Distrikt Wakiso. Im Allgemeinen ist die Stadt bereits bebaut und besteht hauptsächlich aus Stadtteilen der Mittel- und Oberschicht. Dank ihrer Lage innerhalb der Agglomeration Kampala verzeichnet sie ein rasantes Bevölkerungswachstum.

## Lage
Die Stadt liegt im Distrikt Wakiso, unmittelbar südlich der Division Makindye von Kampala. Die alte Straße Kampala-Entebbe führt durch den östlichen Teil der Stadt in allgemeiner Nord-Süd-Richtung. Der Munyonyo-Spur der neuen Schnellstraße Entebbe-Kampala führt durch den südlichen Teil der neuen Stadt in allgemeiner Richtung von West nach Ost.

## Bevölkerung
Im Jahr 2014 bezifferte eine Volkszählung die Einwohnerzahl auf 283.272.